# Fleur de vertu

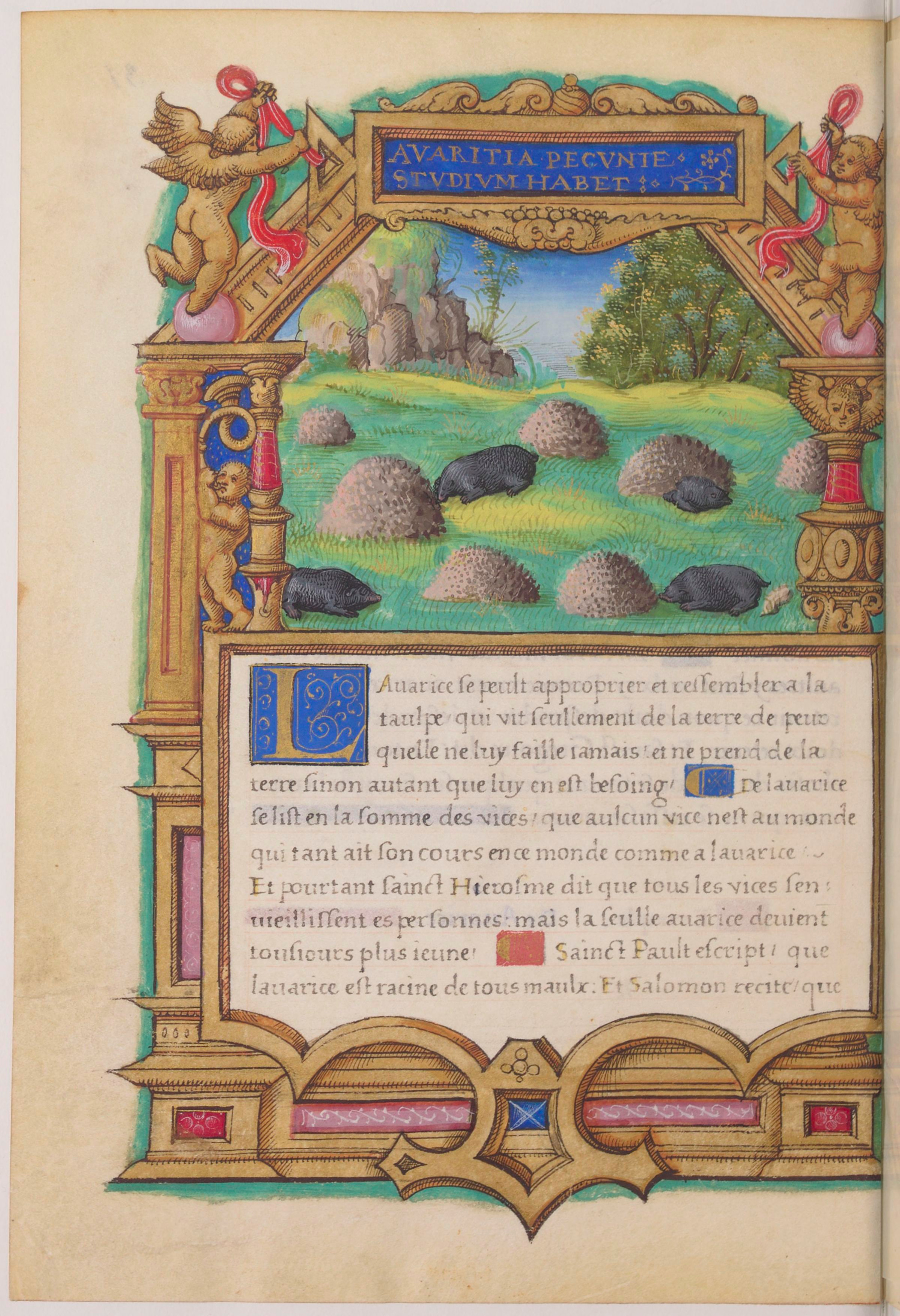
Chapitre consacré à l'avarice personnifiée par les taupes. Manuscrit de la Fleur de vertu traduit en français et miniature du Maître de François de Rohan, BNF, Fr.1877, f.31v.

La Fleur de vertu (en italien Fiore di virtù) est un recueil de textes d'édification morale en italien qui aurait été composé entre 1310 et 1323 par un certain « Frère Tommaso ».

## Description
Ce texte, rédigé en italien fortement dialectal, comporte 35 chapitres opposant successivement différents vices et vertus dans un but didactique. Chaque chapitre concerne un vice ou une vertu, associé à un animal : après sa définition, sont rappelés l'avis de différents philosophes ou des citations de la bible sur le sujet, puis le chapitre se termine par une histoire servant d'exemplum. L'ouvrage est inspiré notamment de textes de Gilles de Rome, Thomas d'Aquin ou encore du Convivio de Dante Alighieri
L'auteur du recueil n'a pas été formellement identifié : il pourrait s'agir de Tommaso Gozzadini (1260-1329), un notaire de Bologne, cette hypothèse restant contestée. Le recueil a eu un grand succès avec plus de 70 manuscrits recensés et de nombreuses éditions imprimées à partir du XVe siècle. Il a été traduit en de nombreuses langues dont le français, l'allemand, l'espagnol, le catalan, le russe, l'arménien et le croate. À la Bibliothèque de l'Académie roumaine (Academia Română) de Bucarest est conservé un manuscrit (B.A.R. ms. Rom. 4620) qui contient une version bilingue slavo-roumaine.